# L'Enfant-roi (film, 1923)
Pour les articles homonymes, voir L'Enfant-roi.

L'Enfant-roi est un film réalisé par Jean Kemm, sorti en 1923.
Ayant comme thème la Révolution française, il est découpé en huit épisodes.

## Synopsis
Le film raconte l'enfance du dauphin à Versailles, sa vie à la Conciergerie à la Révolution, et sa mort prématurée

## Liste des épisodes
1. L'éveil des géants
2. L'armoire de fer
3. La lettre de l'empereur
4. Le drame de Varennes
5. La maison des deux vieilles
6. Les deux orphelins
7. La conspiration des femmes
8. Lazare Hoche

## Résumé par épisode
Episode 1 :
Le peuple marche sur Versailles. Parmi les meneurs, se fait remarquer le chevalier de Mallory, gentilhomme autrefois éconduit par la reine, à laquelle il a voué une haine mortelle. Il dirige l’assaut du palais et la famille royale serait sans doute massacrée sans l’intervention du généreux Fersen. Mallory tourne sa rage contre ce Fersen dont il a été autrefois le rival. Au cours de la bagarre, Fersen est blessé mais, grâce à lui, Lafayette a le temps d’intervenir. La reine est sauvée.
Episode 2 :
1790 - La famille royale est prisonnière aux Tuileries. Fersen rétabli, doit porter un message de la reine à l’empereur d’Autriche. Mais Mallory a vent de ce message. Il s’introduit nuitamment dans les appartements royaux et s’empare de la missive. Fersen ne tarde pas à identifier le voleur et s’élance à sa poursuite car Mallory ne trouvant pas la lettre suffisamment compromettante, décide de la porter lui-même en Autriche espérant avoir là-bas une réponse plus concluante.
Episode 3 :
Sur la route, Fersen rejoint Mallory, l’attaque, reprend la lettre et s’enfuit. Il parvient sans encombre à la Cour d’Autriche, où l’Empereur lui remet un autre message. Mallory jure de prendre sa revanche. Aidé de plusieurs complices, il tend un piège à Fersen, et ne pouvant employer la force, se sert d’un narcotique. Lorsque Fersen est endormi, il lui dérobe la fameuse lettre.
Episode 4 :
Mais Mallory éprouve une déconvenue. Fersen craignant les embûches, avait préparé une missive en blanc. Fersen apporte le véritable message à la Reine : l’Empereur fait savoir qu’il ne peut envoyer des secours. Marie-Antoinette décide alors le roi à la fuite. C’est la fameuse tentative du 21 juin 1791. Mallory n’a pas perdu de vue ses ennemis. À Varennes, il fait arrêter la berline royale et comme Fersen veut s’enfuir avec le jeune dauphin, il réussit à lui arracher l’enfant et à enfermer le dévoué compagnon de la Reine dans une grange à laquelle il met le feu.
Episode 5 :
La famille royale a été enfermée au Temple. Le Roi est condamné à mort et exécuté. Mallory, dont le ressentiment envers la Reine n’est nullement assouvi, réussit à la faire séparer de ses enfants. L’infortuné petit dauphin est remis à la garde du cordonnier Simon. Pendant ce temps, Mme Atkins, une anglaise, amie de la Reine, rêve en secret de l’évasion de la Reine. Et voici que tout à coup, Mme Atkins est mise en présence de Fersen, miraculeusement échappé de la grange en feu et qui ne vit que pour sauver la Reine.
Episode 6 :
Fersen pénètre avec une incroyable audace dans la prison du Temple. Mais la Reine refuse de fuir sans ses enfants. Et ce vœu est impossible. Condamnée par le Tribunal Révolutionnaire, elle monte peu après à l’échafaud. Fersen se voue désormais à l’évasion du jeune dauphin, mais de son côté, Mallory veille : il a découvert un enfant malade qui ressemble étrangement à Louis XVII. Il commence à échafauder un plan machiavélique qu’il confie au conventionnel Barras. D’autre part, ayant découvert la retraite de Fersen et de Mme Atkins, il les dénonce et les fait arrêter.
Episode 7 :
Mme Atkins et Fersen sont condamnés à mort et envoyés à la Conciergerie. Mais le 9 thermidor, Robespierre et sa faction sanglante sont vaincus. Les portes des prisons s’ouvrent. À la conciergerie, Mme Atkins a fait la connaissance de Joséphine de Beauharnais qu’elle a intéressée au sort du petit Louis XVII. Joséphine est l’amie de Barras. Fersen et Mme Atkins ne tardent pas à apprendre que Barras et Mallory préparent eux aussi l’évasion de l’Enfant-Roi afin de le remettre au comte de Provence qui le fera disparaître.
Episode 8 :
Fersen, Mme Atkins et quelques amis dévoués se substituent à Mallory ; ce sont eux qui enlèvent Louis XVII. Ils sont implacablement poursuivis et rejoints par Mallory. Une bataille s’engage et le misérable est tué. Mais Fersen, l’enfant et leurs compagnons tombent aux mains des soldats républicains. Nul ne les a encore reconnus lorsqu’ils sont emmenés devant le général Hoche. Mais là, l’enfant se trahit. Le généreux soldat fait seulement jurer à Fersen qu’il ne fera jamais remonter Louis XVII sur le trône et il les relâche. Et tandis que le petit enfant malade amené par Barras expire au Temple, le petit roi s’expatrie pour toujours.

## Fiche technique
- Réalisation : Jean Kemm
- Scénario : Henriette Kemm, Pierre-Gilles Veber
- Production : Société des Cinéromans.
- Photographie : Raoul Aubourdier, Georges Lafont
- Date de sortie : 26 octobre 1923

## Lieux de tournage
- Château de Versailles
- Lavardin:
  - Le château de Lavardin
  - une maison du bourg
  - le pont gothique
  - le pont sec

## Distribution
- Andrée Lionel : Marie-Antoinette
- Joë Hamman : chevalier de Mallory
- Georges Vaultier : comte de Fersen
- Marguerite Madys : Madame Atkins
- Louis Sance : Louis XVI
- Jane Dumont : Madame Élisabeth
- Marcel Girardin : Maximilien de Robespierre
- Georgette Sorelle : Madame de Tourzel
- Christian Argentin : comte de Provence